# Bloki programowe Disneya w TVP1

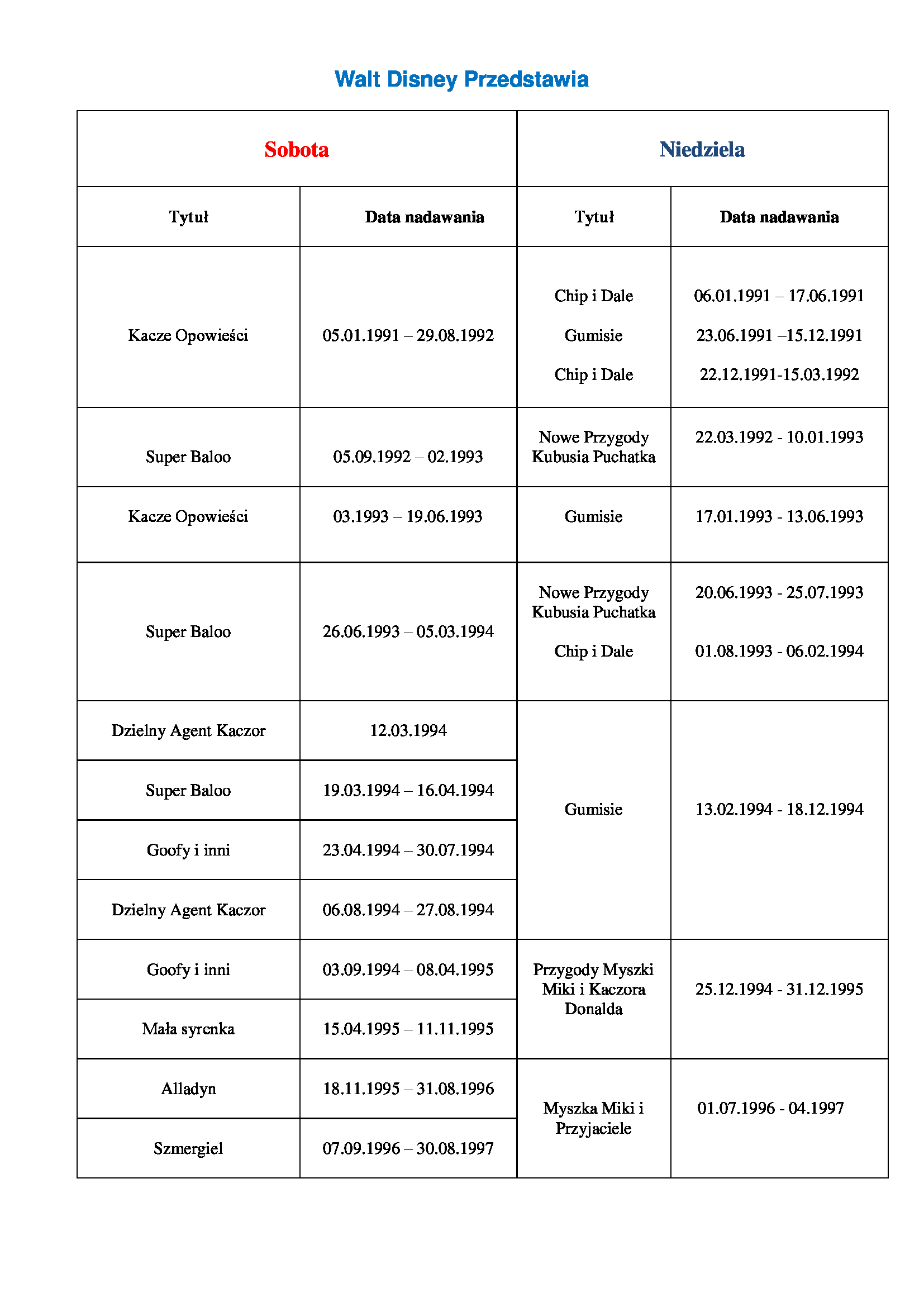
Seriale emitowane w latach 1991–1997

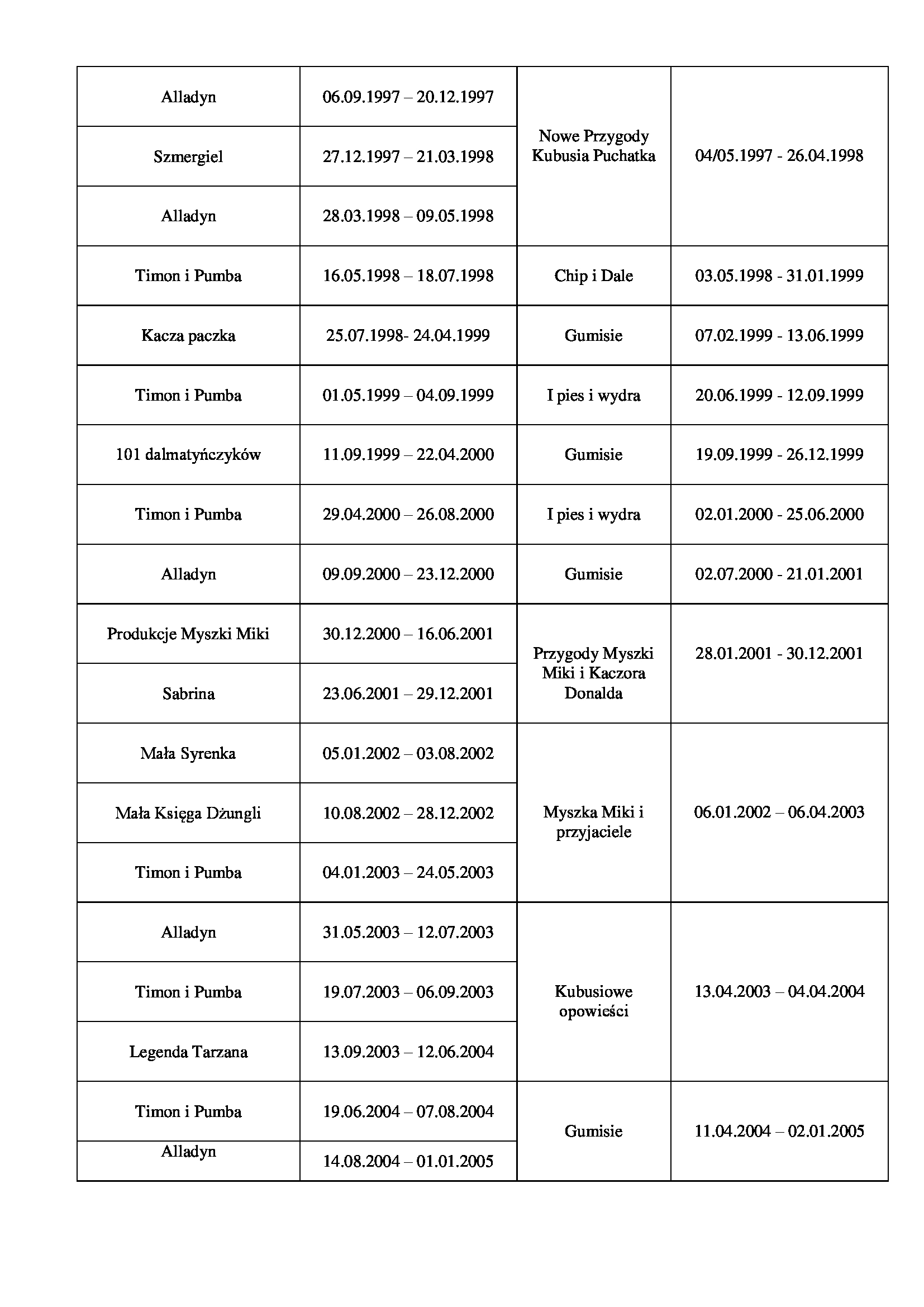
Seriale emitowane w latach 1997–2005

Walt Disney przedstawia – blok programowy telewizyjnej Jedynki emitowany od 5 stycznia 1991 roku.
Do końca roku 2004 blok ten pojawiał się 2 razy w tygodniu – w soboty był dłuższy, i emitowano w nim najpierw kreskówkę, a następnie film fabularny. Wpierw był emitowany ok. godz. 14:30 (do sierpnia 1994), po czym porę jego emisji zmieniono na wcześniejszą - ok. 13:00-13:30 (od września 1994), o 12:10 (od marca 1998), o 10:20 (od września 1998), o 10:00 (od lipca 1999), aż ostatecznie uplasowała się na ok. godz. 9:30-9:35 (od września 1999). Drugi raz pojawiał się w niedziele podczas Wieczorynki – był w nim emitowany jeden odcinek kreskówki.
1 stycznia 2005 roku blok ten pojawił się po raz ostatni.
Zapowiedzi seriali animowanych i filmów w sobotnim paśmie przedstawili kolejno: Jacek Brzostyński, Marek Gajewski, Stanisław Olejniczak, Tadeusz Borowski, Tomasz Kozłowicz oraz Krzysztof Mielańczuk z ramienia Agencji Filmowej TVP.
Po ponad rocznej przerwie TVP1 ponownie rozpoczęła emisję bloku Walt Disney przedstawia, ale jego zawartość ograniczono jedynie do emisji kreskówek. Od 4 marca 2006 roku blok pojawiał się podczas sobotnich i niedzielnych Wieczorynek o 19:00. Od 12 września 2009 ponownie emitowany był sobotni blok filmów Disneya pod nazwą Walt Disney w Jedynce. Co sobotę o 10:00 emitowane były dwa odcinki kreskówek i dwa odcinki seriali aktorskich. Blok emitowano do kwietnia 2012 roku.

## Seriale animowane
- Kacze opowieści (1991) – 100 odcinków
- Chip i Dale: Brygada RR (1991) – 65 odcinków
- Gumisie (1991) – 65 odcinków
- Nowe przygody Kubusia Puchatka (1992) – 52 odcinki
- Super Baloo (1992) – 65 odcinków
- Dzielny Agent Kaczor (1994) – 7 odcinków
- Przygody Myszki Miki i Kaczora Donalda (1994) – 52 odcinki
- Goofy i inni (1994) – 78 odcinków
- Mała Syrenka (1995) – 31 odcinków
- Szmergiel (1996) – 65 odcinków
- Aladyn (1996) – 86 odcinków
- Myszka Miki i przyjaciele (1996) – 65 odcinków
- Timon i Pumba (1998) – ok. 86 odcinków
- Kacza paczka (1998) – 39 odcinków
- 101 dalmatyńczyków (1999) – ok. 26 odcinków
- I pies, i wydra (1999) – 65 odcinków
- Produkcje Myszki Miki (2000) – 25 odcinków
- Sabrina (2001) – 26 odcinków
- Mała księga dżungli (2002) – 21 odcinków
- Kubusiowe opowieści (2003) – 51 odcinków
- Legenda Tarzana (2003) – 39 odcinków
- Miki i Donald przedstawiają Goofy’ego sportowca (2006) – 10 odcinków
- Kaczor Donald przedstawia (2006) – 44 odcinki
- Klub przyjaciół Myszki Miki (2008) – 65 odcinków
- Moi przyjaciele – Tygrys i Kubuś (2008) – 65 odcinków

## Disney! Cudowny Świat
24 lutego 2008 roku TVP1 wprowadziła do ramówki stałą pozycję programową – Disney! Cudowny Świat. Od początku nadawania do sierpnia 2010 roku raz w miesiącu, od 12 września 2010 roku w każdą niedzielę (od 8 stycznia 2011 w sobotę) z powtórką w poniedziałek, emitowany był pełnometrażowy film ze studia Disneya:
- 24.02. 2008; 26.07. 2009 – Herkules,
- 23.03. i 24.03. 2008 (dodatkowa świąteczna emisja); 30.11. 2008 – Kurczak Mały,
- 30.03. 2008; 28.06. 2009 – Tarzan,
- 27.04. 2008; 26.09. 2009 – Aladyn,
- 25.05. 2008; 28.12. 2008 – Iniemamocni,
- 29.06. 2008; 28.11. 2009 – Dinozaur,
- 27.07. 2008; 30.01. 2010 – Oliver i spółka,
- 31.08. 2008; 22.02. 2009 – Lilo i Stich,
- 28.09. 2008; 31.05. 2009 – Gdzie jest Nemo?,
- 26.10. 2008; 22.11. 2009 (dodatkowa emisja) – Rogate ranczo,
- 23.11. 2008 (dodatkowa emisja); 04.09. 2010 – Camp Rock,
- 25.12. i 26.12. 2008 (dodatkowa świąteczna emisja); 04.04. i 05.04. 2010 (dodatkowa świąteczna emisja); 23.06. 2011; 09.04. 2012 – Auta,
- 25.01. 2009 – Mój brat niedźwiedź,
- 29.03. 2009; 05.02. 2011; 10.12. 2011; 19.03. 2012; 26.05. 2012 – Tygrys i przyjaciele,
- 26.04. 2009 – Planeta skarbów,
- 30.08. 2009; 05.12. i 06.12. 2010 – Cheetah Girls: Jeden świat,
- 31.10. 2009; 21.11. i 22.11. 2010 – Dzwoneczek,
- 26.12. 2009; 17.10. i 18.10. 2010 – High School Musical,
- 27.02. 2010; 07.11. i 08.11. 2010 – Aladyn i król złodziei,
- 27.03. 2010; 12.03. i 14.03. 2011 – Potwory i spółka,
- 05.04. 2010 (dodatkowa świąteczna emisja); 27.08. 2011; 14.04. i 16.04. 2012 – Maleństwo i przyjaciele,
- 24.04. 2010; 14.05. i 16.05. 2011 – Nowe szaty króla,
- 29.05. 2010; 15.01. i 17.01. 2011 – Pocahontas,
- 19.06. 2010; 22.01. i 24.01. 2011 – Pocahontas II – Podróż do nowego świata,
- 31.07. 2010; 18.06. 2011; 09.04. 2012 – Tarzan 2: Początek legendy,
- 28.08. 2010 – Toy Story,
- 12.09. i 13.09. 2010; 20.08. 2011 – Tom i Huck,
- 19.09. i 20.09. 2010 – Toy Story 2,
- 26.09. i 27.09. 2010; 11.06. 2011 – Camp Rock 2: Wielki finał,
- 03.10. i 04.10. 2010; 09.07. 2011; 31.03. 2012 – Mój brat niedźwiedź 2,
- 10.10. 2010; 16.07. 2011 – Lis i pies II,
- 24.10. i 25.10. 2010; 21.05. i 23.05. 2011 – High School Musical 2,
- 31.10. 2010; 11.02. i 13.02. 2012; 21.04. i 23.04. – High School Musical 3 – Ostatnia klasa,
- 14.11. i 15.11. 2010 – Mickey, Donald, Goofy: Trzej muszkieterowie,
- 28.11. i 29.11. 2010; 17.09. 2011 – Dzwoneczek i zaginiony skarb,
- 19.12. i 20.12. 2010; 17.12. 2011 – Magiczna gwiazdka Mikiego: Zasypani w Café Myszka,
- 24.12. i 26.12. 2010; 24.12. 2011 – Najlepsze z najlepszych: Święta z Disneyem,
- 26.12. 2010 – Zaczarowana,
- 27.12. 2010; 10.09. 2011 – Znowu Hannibal,
- 31.12. 2010 – Dżungla,
- 02.01. i 03.01. 2011; 31.12. 2011 i 02.01. 2012 – Puchatkowego Nowego Roku,
- 08.01. i 10.01. 2011; 06.08. 2011 – Program ochrony Księżniczek,
- 28.01. 2011; 28.04. i 30.04. 2012 – Rodzinka Robinsonów,
- 29.01. i 31.01. 2011; 09.04. i 11.04. 2011 – Aladyn: Powrót Dżafara,
- 12.02. i 14.02. 2011; 13.08. 2011 – Czarodzieje z Waverly Place: Film,
- 19.02. i 21.02. 2011; 01.10. 2011 – Bernard i Bianka,
- 25.02. 2011; 18.02. i 20.02. 2012 – Piorun,
- 26.02. i 28.02. 2011; 04.02. i 06.02. 2012 – Bernard i Bianka w krainie kangurów,
- 04.03. 2011; 01.01. 2013 – WALL·E,
- 05.03. i 07.03. 2011 – Kudłaty zaprzęg,
- 11.03. 2011 – Opowieści z Narnii: Książę Kaspian,
- 18.03. 2011 – Opowieści na dobranoc,
- 26.03. 2011; 28.01. i 30.01. 2012; – Piotruś Pan: Wielki powrót,
- 02.04. 2011; 22.10. 2011; 21.05. 2012– Magiczny duet
- 16.04. i 18.04. 2011; 07.04. i 09.04. 2012; – Klub przyjaciół Myszki Miki: Wielkanocne polowanie,
- 23.04. i 25.04. 2011; 24.09. 2011 – Dzwoneczek i uczynne wróżki,
- 30.04. i 02.05. 2011; 19.11. 2011 – Gwiezdny zaprzęg,
- 07.05. 2011; 15.10. 2011 i 02.06 2012 – Jonas Brothers – Koncert,
- 28.05. i 30.05. 2011; 08.10. 2011 – Lilo i Stich: Liroy i Stich,
- 25.06. 2011; 05.11. 2011 – Wskakuj!,
- 02.07. 2011; 12.11. 2011 – Księżniczka,
- 23.07. 2011; 03.12. 2011 – Opiekunka: Przygoda w raju,
- 30.07. 2011; 26.11. 2011 – Pieskie życie,
- 03.09. 2011; 24.03. i 26.03. 2012 – My tak, oni nie,
- 29.10. 2011 – Przyrodnia siostra z innej planety,
- 06.01. i 08.01. 2012 – Król lew,
- 07.01. i 09.01. 2012 – Świąteczne psiaki,
- 14.01. i 16.01. 2012 – Hannah Montana i Miley Cyrus: Best of Both Worlds Concert,
- 21.01. i 23.01. 2012; 19.05. 2012 – Przygody Hucka Finna,
- 25.02. i 27.02; 12.05. 2012 – Atlantyda. Zaginiony ląd,
- 03.03. i 05.03 2012 i  05.05. 2012 – Kubuś i Hefalumpy,
- 10.03. i 12.03. 2012 – Boska przygoda Sharpay,
- 09.04. 2012 – Fineasz i Ferb: Podróż w drugim wymiarze,
- 09.04. 2012 – Nie wierzcie bliźniaczkom.

## Filmy krótkometrażowe Pixara
Od 30 listopada 2008 roku TVP1 po emisji filmu w bloku Disney! Cudowny Świat emitował krótkometrażówkę ze studia Pixara:
- 30.11. 2008; 29.05. 2010 – Marzenia Reda (Red’s Dream),
- 28.12. 2008; 28.11. 2010 – Tin Toy,
- 25.01. 2009; 19.06. 2010 – Gra Geriego (Geri’s Game),
- 22.02. 2009; 31.07. 2010 – Luxo Jr.,
- 29.03. 2009; 28.08. 2010 – Szklana pułapka (Knick Knack),
- 26.04. 2009; 17.10. 2010 – Andre i Wally (The Adventures of André and the Wally B.),
- 31.05. 2009; 03.10. 2010 – Ptasie sprawki (For the Birds),
- 28.06. 2009 – Człowiek orkiestra (One Man Band),
- 26.07. 2009 – Nie przeszkadzać (Lifted),
- 30.08. 2009 – Nowy samochód Mike’a (Mike’s New Car),
- 26.09. 2009; 19.12.2010 – Twój przyjaciel szczur (Your Friend the Rat),
- 31.10. 2009 – Złomek i błędny ognik (Mater and the Ghostlight),
- 28.11. 2009 – Odbijany (Boundin),
- 26.12. 2009 – Niemowlę kontratakuje (Jack-Jack Attack),
- 30.01. 2010 – Bujdy na resorach – Japoński Złomek (Cars Toons – Tokyo mater),
- 27.02. 2010; 14.05. 2011 – Bujdy na resorach – Ogniomistrz (Cars Toons – Rescue Squad Mater),
- 27.03. 2010 – Bujdy na resorach – Kaskader (Cars Toons – Mater The Greater),
- 24.04. 2010 – Bujdy na resorach – Matador (Cars Toons – El Materdor).

## Walt Disney w Jedynce
Od 12 września 2009 roku w sobotnie poranki emitowany był blok z serialami animowanymi i fabularnymi:
- Klub przyjaciół Myszki Miki (odcinki 27-65)
- Złota Rączka (odcinki 1-26)
- Hannah Montana (odcinki 1-56)
- Kyle XY (odcinki 1-23)
- Czarodzieje z Waverly Place (odcinki 1-21)
- Moi przyjaciele – Tygrys i Kubuś (odcinki 24-65)